# Atomaria morio
Atomaria morio là một loài bọ cánh cứng trong họ Cryptophagidae. Loài này được Kolenati miêu tả khoa học năm 1846.